# Copa Interclubes da UNCAF
A Copa Interclubes da UNCAF (Unión Centro Americana de Fútbol) foi um campeonato de futebol de clubes da América Central.

## Forma de Disputa
De 1971 a 1984 o torneio era disputado em uma fase inicial de grupos para depois ser decidido em uma fase de mata-mata ou em um triangular/quadrangular final. A partir de 1996, o torneio era disputado desde o seu início em forma de mata-mata, começando com 16 equipes. As etapas são disputadas em duas partidas, uma com mando para cada time. Se classificava o clube que obtiver o melhor placar agregado, ou no caso de empate, o que vencer nos penaltis.
Os seguintes países possuíam representantes na competição:
- Belize
- Costa Rica
- El Salvador
- Guatemala
- Honduras
- Nicarágua
- Panamá

## Campeões
| Ano         | Classificação Final | Classificação Final    | Classificação Final | Classificação Final |
| Ano         | Campeão             | Vice-campeão           | Terceiro colocado   | Quarto colocado     |
| ----------- | ------------------- | ---------------------- | ------------------- | ------------------- |
| 1971        | Comunicaciones      | Deportivo Saprissa     | Herediano           | Marte               |
| 1972        | Deportivo Saprissa  | Aurora                 | Herediano           | Pumas               |
| 1973        | Deportivo Saprissa  | Deportivo Águila       | Alajuelense         | Comunicaciones      |
| 1974        | Municipal           | Deportivo Saprissa     | Deportivo Águila    | Aurora              |
| 1975        | Platense            | Aurora                 | Herediano           | Deportivo Saprissa  |
| 1976        | Aurora              | Comunicaciones         | Deportivo Saprissa  | Deportivo Águila    |
| 1977        | Municipal           | Comunicaciones         | Deportivo Águila    | Deportivo México    |
| 1978        | Deportivo Saprissa  | Cartaginés             | Comunicaciones      | Juventud Olímpica   |
| 1979        | Aurora              | Real España            | Marte               | Municipal           |
| 1980        | Deportivo Broncos   | Alianza                | CD FAS              | Municipal           |
| 1981        | Olímpia             | Real España            | Marathón            | Comunicaciones      |
| 1982        | Real España         | Xelajú Mario Camposeco | CD FAS              | Vida                |
| 1983        | Comunicaciones      | Aurora                 | Deportivo Águila    | Herediano           |
| 1984        | Não houve decisão   | Não houve decisão      | Não houve decisão   | Não houve decisão   |
| 1985 a 1995 | Não houve disputa   | Não houve disputa      | Não houve disputa   | Não houve disputa   |
| 1996        | Alajuelense         | Deportivo Saprissa     | Comunicaciones      | Municipal           |
| 1997        | Alianza             | Deportivo Saprissa     | Municipal           | Alajuelense         |
| 1998        | Deportivo Saprissa  | Municipal              | Real España         | Olímpia             |
| 1999        | Olímpia             | Alajuelense            | Deportivo Saprissa  | Comunicaciones      |
| 2000        | Olímpia             | Alajuelense            | Real España         | Municipal           |
| 2001        | Municipal           | Deportivo Saprissa     | Olímpia             | Comunicaciones      |
| 2002        | Alajuelense         | Deportivo Árabe Unido  | Motagua             | Comunicaciones      |
| 2003        | Deportivo Saprissa  | Comunicaciones         | Alajuelense         | Municipal           |
| 2004        | Municipal           | Deportivo Saprissa     | Olímpia             | CD FAS              |
| 2005        | Alajuelense         | Olímpia                | Deportivo Saprissa  | Pérez Zeledón       |
| 2006        | Puntarenas          | Olímpia                | Marquense           | Victoria            |
| 2007        | Motagua             | Deportivo Saprissa     | Municipal           | Alajuelense         |

### Títulos Por Clube
| Equipe                 | Títulos                           | Vices                                         |
| ---------------------- | --------------------------------- | --------------------------------------------- |
| Deportivo Saprissa     | 5 (1972, 1973, 1978, 1998 e 2003) | 7 (1971, 1974, 1996, 1997, 2001, 2004 e 2007) |
| Municipal              | 4 (1974, 1977, 2001 e 2004)       | 1 (1998)                                      |
| Alajuelense            | 3 (1996, 2002 e 2005)             | 2 (1999 e 2000)                               |
| Olímpia                | 3 (1981, 1999 e 2000)             | 1 (2005 e 2006)                               |
| Aurora                 | 2 (1974 e 1976)                   | 3 (1972, 1975 e 1983)                         |
| Comunicaciones         | 2 (1971 e 1983)                   | 3 (1976, 1977 e 2003)                         |
| Real España            | 1 (1982)                          | 2 (1979 e 1981)                               |
| Alianza                | 1 (1997)                          | 1 (1980)                                      |
| Deportivo Broncos      | 1 (1980)                          | 0                                             |
| Motagua                | 1 (2007)                          | 0                                             |
| Platense               | 1 (1975)                          | 0                                             |
| Puntarenas             | 1 (2006)                          | 0                                             |
| Cartaginés             | 0                                 | 1 (1978)                                      |
| Deportivo Águilla      | 0                                 | 1 (1973)                                      |
| Deportivo Árabe Unido  | 0                                 | 1 (2002)                                      |
| Xelajú Mario Camposeco | 0                                 | 1 (1982)                                      |

### Títulos Por País
| País        | Títulos | Vices |
| ----------- | ------- | ----- |
| Costa Rica  | 9       | 10    |
| Guatemala   | 8       | 8     |
| Honduras    | 6       | 4     |
| El Salvador | 2       | 2     |
| Panamá      | 0       | 1     |